# سارا كارلسون
سارا كارلسون (بالسويدية: Sara Carlsson)‏ هي لاعبة كرلنغ سويدية، ولدت في 26 ديسمبر 1986 في السويد.

## وصلات خارجية
- سارا كارلسون على موقع الاتحاد الدولي للكرلنغ (الإنجليزية)